# Александер Колонна-Валевський
Алекса́ндер Жозе́ф Флоріа́н Колонна́-Вале́вський (пол. Aleksander Florian Józef Colonna-Walewski; 4 травня 1810, Валевице, Польща — 27 вересня 1868, Страсбург, Друга французька імперія) — французький політик і дипломат, граф, з 1866 — князь.

## Життєпис
Син Марії Валевської (Лончиньської) і Наполеона I Бонапарта. По смерті матері в 1817 привезений дядьком, Теодором Марціном Лончиньським, в місто Кернозію, Польща.
У 1820-1824 роках вчився в Женеві.
У 1824 повернувся до Польщі, відхилив пропозицію співпрацювати з росіянами, і щоб уникнути мобілізації в російську армію, втік до Франції, отримав французьке підданство. Виконував політичні доручення під час польського повстання 1830–1831.
Реальна політична кар'єра почалася після приходу до влади Наполеона ІІІ, коли Валевський став міністром закордонних справ Франції. Він був представником Французької імперії на Паризькому конгресі в 1856.
Пішов у відставку 1860 року. Після тривалої подорожі Німеччиною помер від інсульту в Страсбурзі 1868 року, похований на цвинтарі Пер-Лашез.